# Iglódy Kálmán
Iglódy Kálmán (Bártfa (Sáros megye), 1820. szeptember 20. – Budapest, 1898. január 24.) főhadnagy, honvédszázados, képviselőházi teremőr.

## Élete
Iglódy György megyei szolgabíró és Szerdahelyi Karolina fia. Iskoláit Kassán a nyolcadik osztállyal végezte 1843-ban; ekkor a Vasa hg.-ezredbe lépett; 1845-ben a katonaságtól megvált és Kassán jogot hallgatott. Ismét visszatért ezredéhez Kremsbe és ott hadnagy lett. 1848. június 28-án István főherceg kinevezte a kilencedik honvédzászlóaljhoz főhadnagynak; később a magyarok részén harcolt Vasa-ezredbe lépett át mint százados; Isaszegnél mint zászlóalj-parancsnok harcolt és Világosnál tette le a fegyvert. Azután bujdosott és emigrált. 1853-ban Jókai Mór Délibáb-ja mellett dolgozott. Később kisebb hivatalokban működött, míg végül 1883-ban képviselőházi teremőrré nevezték ki; 1895-ben nyugalmazták.
Cikkeket írt a Honderűbe, Vasárnapi Újságba és a Honvédbe Jánosi névvel vagy névtelenül.

## Munkái
- Kálmán és Álmos. Pest, 1868.
- Az utolsó Árpád. Tört. rajz. Uo. 1869.

A Mária Országa című katolikus hetilapnak szerkesztőtársa volt 1882-ben Budapesten.